# La notte del leopardo
La notte del leopardo (The Leopard Hunts in the Darkness) è un romanzo d'avventura di Wilbur Smith del 1985.

## Trama
Primi anni '80. Craig Mellow (nipote di Jonathan Ballantyne, il cui nonno Zouga "Taka-Taka" Ballantyne è stato il capostipite della famiglia, protagonista del primo romanzo della serie, Quando vola il falco), dopo essere emigrato dallo Zimbabwe è oramai uno scrittore di successo in crisi. Contattato dalla World Bank, accetta la missione affidatagli e torna in patria, con lo scopo di sviluppare le attività turistiche e agricole dello stato martoriato dalla guerra civile. Subito si trova coinvolto in un feroce conflitto di interessi tra le due fazioni (i Matabele e gli Shona, le originarie popolazioni indigene presenti prima dell'arrivo degli europei) in cui si è diviso lo Zimbabwe, e in cui si scontrano senza esclusione di colpi agenti dei servizi segreti, guerriglieri, politici corrotti e due ministri del nuovo regime, avidi e astuti come due leopardi in caccia nella notte.
Accusato di essere una spia, in fuga tra lo Zimbabwe e il Botswana, dovrà cercare di salvare la propria vita e quella dei suoi amici.

## Edizioni
- Wilbur Smith, La notte del leopardo, traduzione di Carlo Brera, collana TEA, Longanesi, 1988,  p. 466, ISBN 978-88-7819-031-3.

- Wilbur Smith, La notte del leopardo, traduzione di Carlo Brera, La Gaja scienza, Longanesi, 5 novembre 1992,  p. 472, ISBN 9788830405332.

- Wilbur Smith, La notte del leopardo, traduzione di Carlo Brera, Teadue, TEA, 2001,  p. 465.

- Wilbur Smith, La notte del leopardo, traduzione di Carlo Brera, Best TEA, TEA, 24 gennaio 2019,  p. 388, ISBN 9788850216727.

- Wilbur Smith, La notte del leopardo, traduzione di Carlo Brera, Best TEA, TEA, 3 marzo 2016,  p. 465, ISBN 9788850242092.

- Wilbur Smith, La notte del leopardo, traduzione di Carlo Brera, Super TEA, TEA, 24 gennaio 2019,  p. 466, ISBN 9788850253500.